# Mulagumudu
Mulagumudu (ook Mulagumoodu) is een panchayatdorp in het district Kanyakumari van de Indiase staat Tamil Nadu. 
In 1897 kwamen de Belgische missionarissen Marie-Louise De Meester en Germaine De Jonckheere aan in Mulagumudu. Zij richtten er een huis op om weeskinderen en jonge vrouwen op te vangen en stichtten van hieruit de congregatie Missionarissen van het Onbevlekte Hart van Maria (De Jacht).
In de plaats staat een katholieke basiliek.

## Demografie
Volgens de Indiase volkstelling van 2001 wonen er 18.061 mensen in Mulagumudu, waarvan 48% mannelijk en 52% vrouwelijk is. De plaats heeft een alfabetiseringsgraad van 82%. 